# Aedes phaeonotus
Aedes phaeonotus är en tvåvingeart som beskrevs av Arnell 1976. Aedes phaeonotus ingår i släktet Aedes och familjen stickmyggor. Inga underarter finns listade i Catalogue of Life.